# Шнайдер, Семён Аркадьевич
Семён Аркадьевич Шнайдер (творч. псевдоним — Добров; род. 2 апреля 1953, Ленинград) — советский и американский музыкант, аранжировщик, автор-исполнитель.

## Биография
Семён Шнайдер родился 2 апреля 1953 года в Ленинграде.
Окончил школу по классу скрипки, затем обучался в музыкальном училище имени Н. А. Римского-Корсакова по классу гитары. После армии играл рок-н-ролл в различных ансамблях и ресторанах. 15 января 1975 года принял участие в пробной записи Аркадия Северного, а в марте того же года записал с ним целый «одесский концерт».
С 1974 по 1976 год был музыкальным руководителем ансамбля «Поющие гитары», одновременно будучи в этом ансамбле гитаристом, записывался также в первой советской рок-опере «Орфей и Эвридика» начинающего в те годы композитора Александра Журбина.
Летом 1976 года совместно с Аркадием Субботиным создал и возглавил вокально-инструментальный ансамбль «Солнце», много работал с Альбертом Асадуллиным. В 1979 году Семен Шнайдер перешёл в коллектив Альберта Асадуллина, который через год получил название «Пульс», в том же году ансамбль вступил в Ленконцерт. Среди музыкантов коллектива был и Александр Розенбаум, выступавший под псевдонимом «Аяров». Сам же Шнайдер работал под псевдонимом «Добров». В качестве аранжировщика достаточно много работал с Андреем Петровым и Анатолием Кальварским.
В 1990 году Семён Шнайдер эмигрировал в США. Поселившись в Нью-Йорке, стал преподавать игру на скрипке, записывать собственные песни.

## Личная жизнь
Семён Шнайдер (Добров) был женат на Лоре Квинт, с которой прожил семь лет.